# Volvo C30
Volvo C30 (кодова назва: P14) — це хетчбеки компакт-класу виробництва шведської автомобільної компанії Volvo Cars.
Виробляється з 2006 року на заводі компанії в Генті, Бельгія.
Volvo C30 є непрямим нащадком Volvo 480, який виготовлявся з початку 1986 року до літа 1995 року .

## Опис

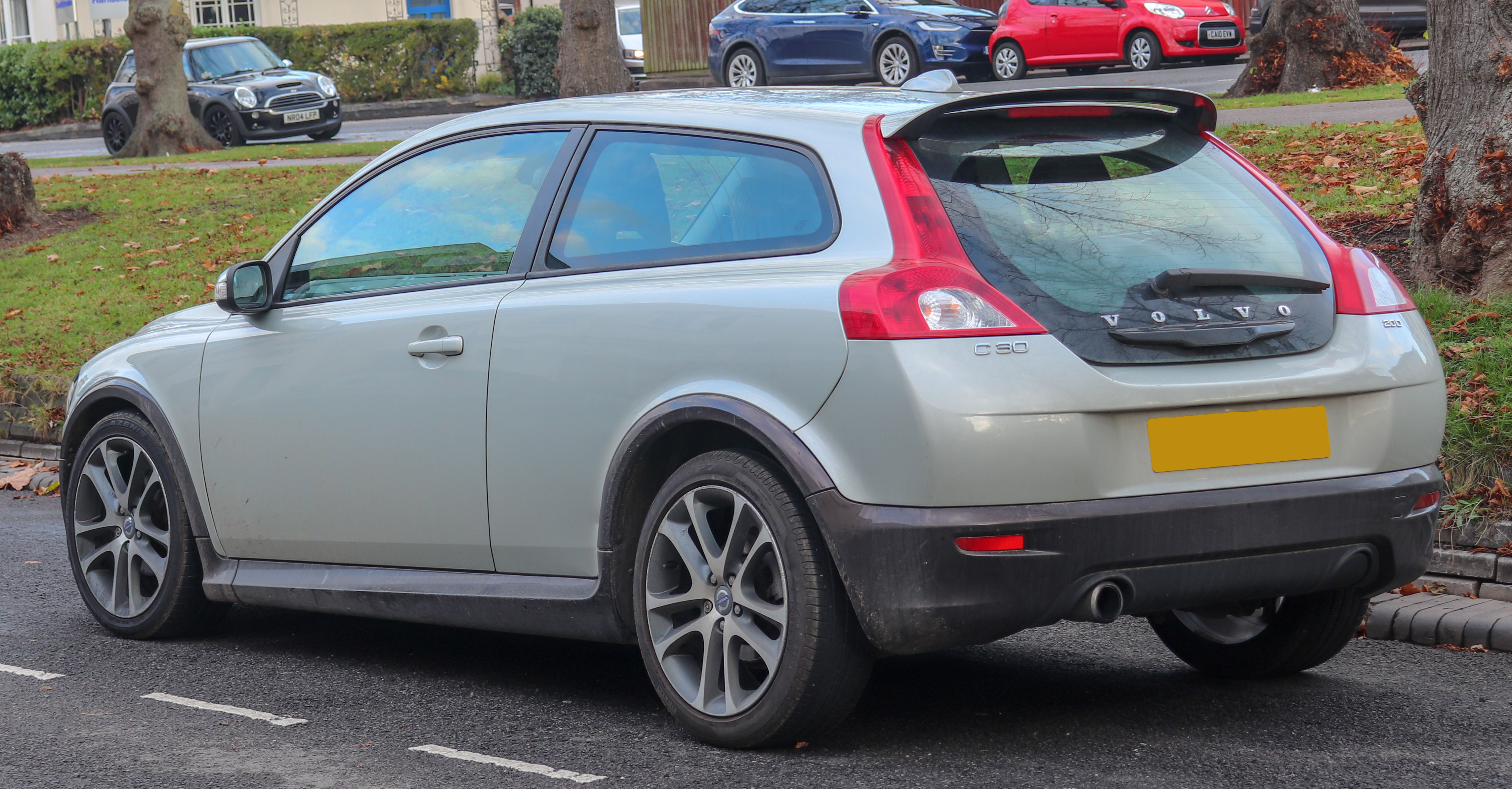
Volvo C30 (2006–2009)

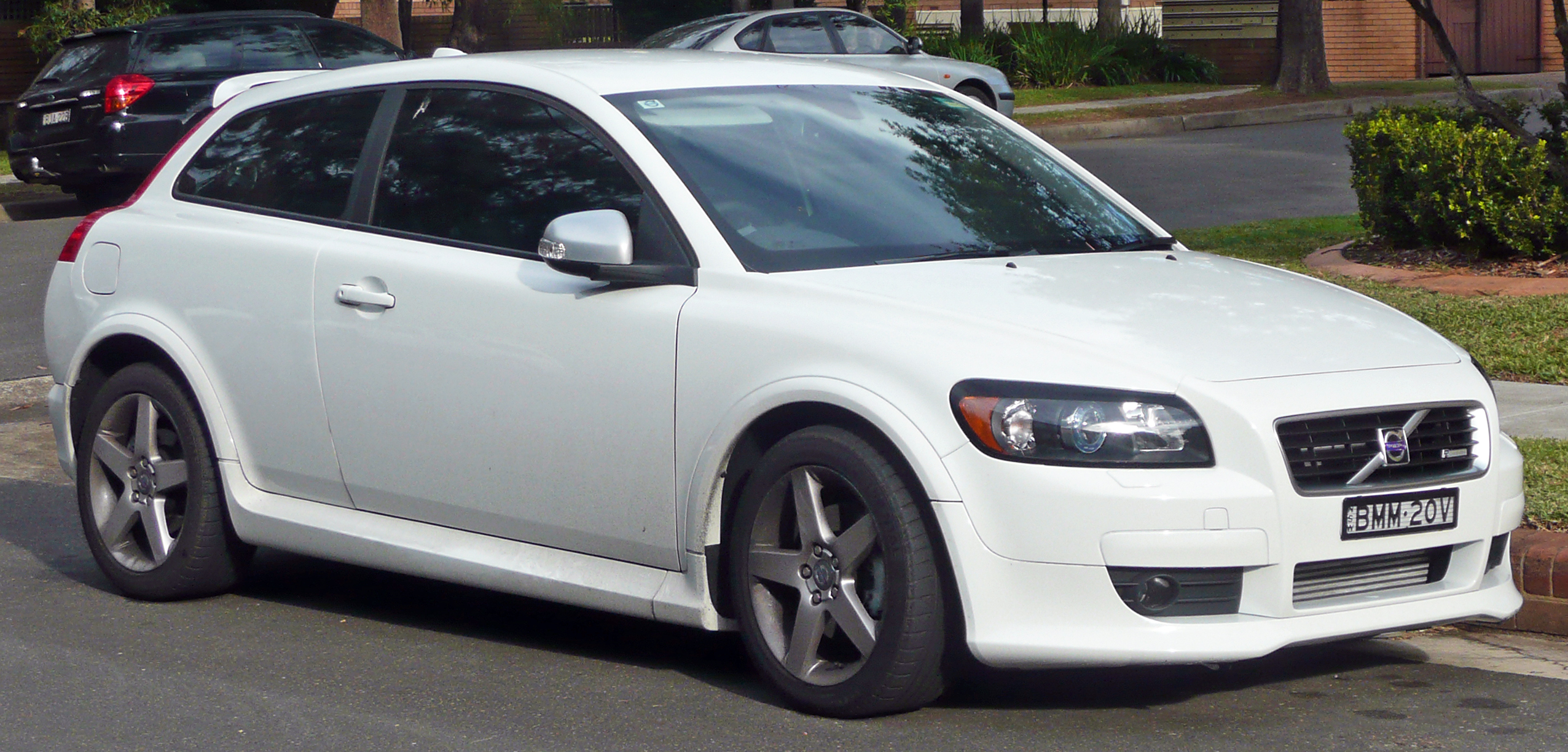
2008-2009 Volvo C30 T5 (2006–2009)

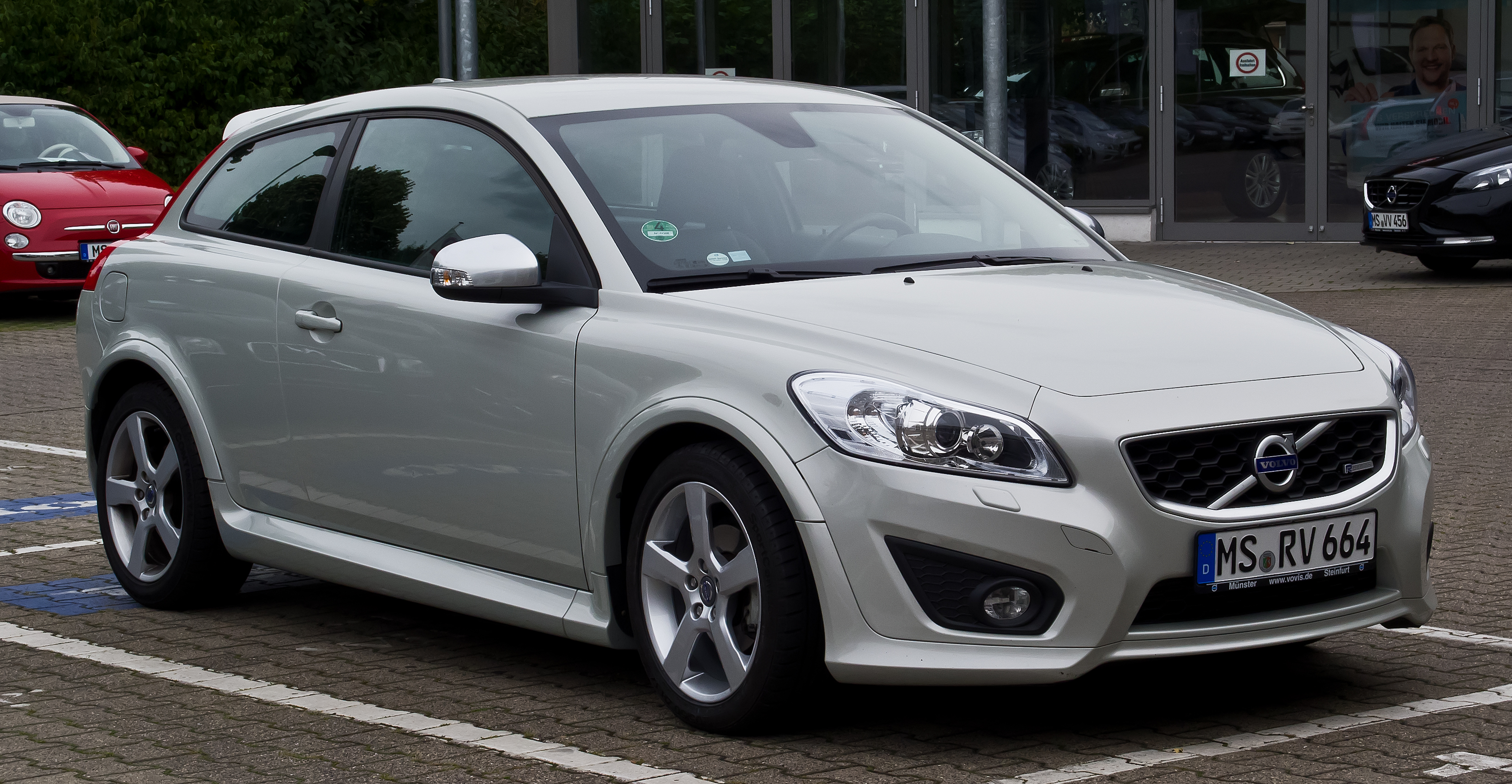
Volvo C30 (2009–2012)

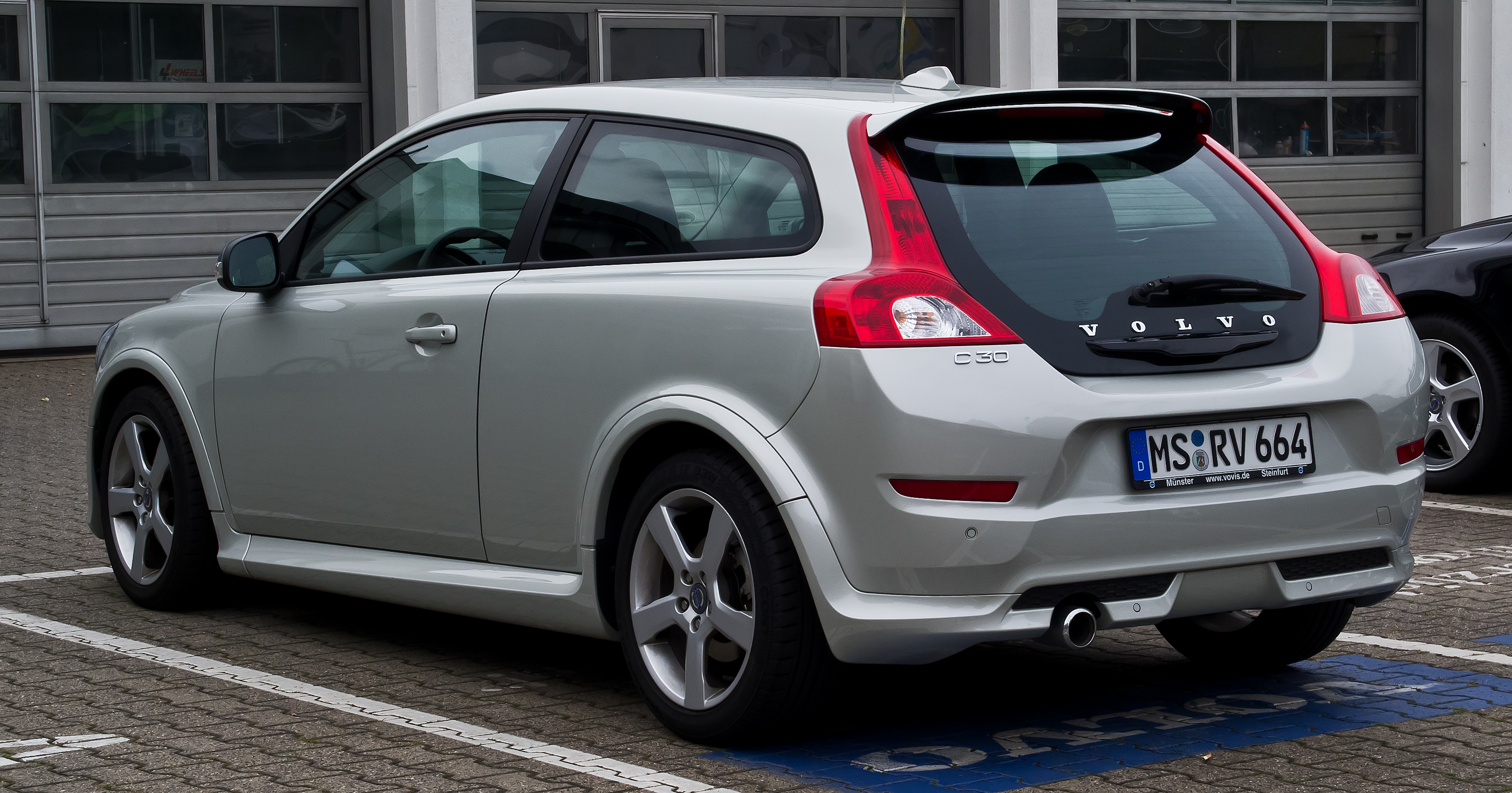
Volvo C30 (2009–2012)

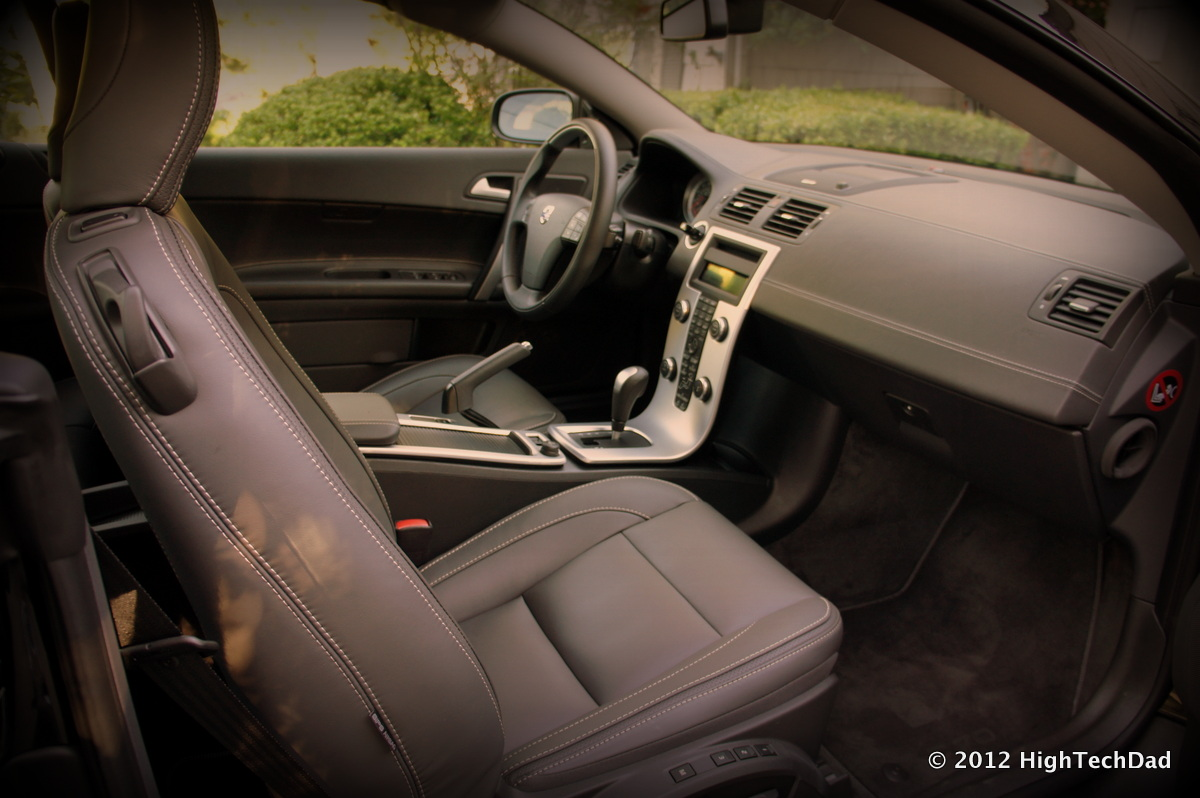

Volvo C30 виготовляється на тій же платформі (Ford C1) компанії Ford Motor Company, що і Ford Focus і Mazda3, а також деякі інші моделі Volvo. Комплектується як бензиновими, так і дизельними двигунами різного об'єму, автоматичною або механічною трансмісією. Виробником позиціонується як спорткупе або хетчбек вищого класу, спеціально розроблений для покупців, які вперше купують Volvo. Обсяг виробництва становить близько 65000 машин в рік. Приблизно 75% з них продається в Європі, решта - в основному в Північній Америці.
На Міжнародному автосалоні у Франкфурті представлений модернізований C30, який в листопаді 2009 року надійшов у прадаж.
Дизайн передньої частини був переглянутий в стилі Volvo XC60.
Стандартна комплектація автомобіля включає в себе:
- антиблокувальну систему гальм;
- систему управління тиском гальм;
- систему розподілу гальмівних сил;
- передні і задні шторки безпеки;
- передні і передні бічні подушки безпеки;
- дверні балки безпеки;
- бортовий комп'ютер;
- підсилювач керма;
- задній склоочисник;
- галогенові фари[2].

Виробництво C30 закінчилося в кінці 2012 року.

## Результати з Краш-Тесту
| Зірки в Euro NCAP з Краш-тесту |

## Двигуни
| Бензинові                    |          |          |                                  |                            |                                                    |                  |
| Модель                       | Об'єм    | Циліндри | Потужність                       | Крутний момент             | КПП                                                | Роки виробництва |
| 1.6                          | 1596 см³ | 4        | 74 kW (100 к.с.) при 6000 об/хв  | 150 Нм при 4000 об/хв      | 5-ступінчаста механічна                            | 10/2006–10/2010  |
| 1.8                          | 1798 cm³ | 4        | 92 kW (125 к.с.) при 6000 об/хв  | 165 Нм при 4000 об/хв      | 5-ступінчаста механічна                            | 10/2006–11/2009  |
| 2.0                          | 1999 см³ | 4        | 107 kW (145 к.с.) при 6000 об/хв | 185 Нм при 4500 об/хв      | 5-ступінчаста механічна                            | з 10/2006        |
| 2.4i                         | 2435 см³ | 5        | 125 kW (170 к.с.) при 6000 об/хв | 230 Нм при 4400 об/хв      | 5-ступінчаста механічна, 5-ступінчаста автоматична | 10/2006–04/2010  |
| T5                           | 2521 см³ | 5        | 162 kW (220 к.с.) при 5000 об/хв | 320 Нм при 1500–4800 об/хв | 6-ступінчаста механічна, 5-ступінчаста автоматична | 10/2006–01/2008  |
| T5                           | 2521 см³ | 5        | 169 kW (230 к.с.) при 5000 об/хв | 320 Нм при 1500–5000 об/хв | 6-ступінчаста механічна, 5-ступінчаста автоматична | з 01/2008        |
| Flexible Fuel Vehicles (FFV) |          |          |                                  |                            |                                                    |                  |
| 1.8F                         | 1798 см³ | 4        | 92 kW (125 к.с.) при 6000 об/хв  | 165 Нм при 4000 об/хв      | 5-ступінчаста механічна                            | 10/2006–11/2009  |
| 2.0F                         | 1999 см³ | 4        | 107 kW (145 к.с.) при 6000 об/хв | 185 Нм при 4500 об/хв      | 5-ступінчаста механічна                            | з 01/2009        |
| Дизельні                     |          |          |                                  |                            |                                                    |                  |
| DRIVe                        | 1560 см³ | 4        | 80 kW (109 к.с.) при 4000 об/хв  | 240 Нм при 1750 об/хв      | 5-ступінчаста механічна                            | 10/2006–09/2010  |
| DRIVe                        | 1560 см³ | 4        | 84 kW (115 к.с.) при 3600 об/хв  | 270 Нм при 1750–2500 об/хв | 5-ступінчаста механічна                            | з 10/2010        |
| D2                           | 1560 см³ | 4        | 84 kW (115 к.с.) при 3600 об/хв  | 270 Нм при 1750–2500 об/хв | 6-ступінчаста механічна                            | з 04/2010        |
| 2.0 D                        | 1997 см³ | 4        | 100 kW (136 к.с.) при 4000 об/хв | 320 Нм при 2000 об/хв      | 6-ступінчаста механічна, 6-ступінчаста Powershift  | 10/2006–04/2010  |
| D3                           | 1984 см³ | 5        | 110 kW (150 к.с.) при 3500 об/хв | 350 Нм при 1500–2750 об/хв | 6-ступінчаста механічна, 6-ступінчаста автоматична | з 04/2010        |
| D4                           | 1984 см³ | 5        | 130 kW (177 к.с.) при 3500 об/хв | 400 Нм при 1750–2750 об/хв | 6-ступінчаста механічна, 6-ступінчаста автоматична | з 04/2010        |
| D5                           | 2401 см³ | 5        | 132 kW (180 к.с.) при 4000 об/хв | 350 Нм при 1750–3250 об/хв | 6-ступінчаста механічна, 5-ступінчаста автоматична | 2006–04/2010     |

- Всі дизельні двигуни мають фільтр сажі в стандартній комплектації.
- Двигуни, зроблені різними компаніями (Volvo (всі 5-цил.), PSA Group (4-цил. дизельні), Ford 4-цил. бензинові)
- Є також обмежена серія з 250 одиниць Volvo C30 Electric з електродвигуном.

## Цікаві факти
Саме на такому автомобілі їздить Едвард Каллен у фільмі «Сутінки», персонаж однойменної книги письменниці Стефані Майєр.

## Продажі
| рік  | США   | Канада | світ   |
| ---- | ----- | ------ | ------ |
| 2006 | 0     | 0      | 1,596  |
| 2007 | 2,103 | 1,143  | 46,726 |
| 2008 | 4,299 | 1,142  | 39,966 |
| 2009 | 4,266 | 906    | 32,409 |
| 2010 | 3,906 | 755    | 35,981 |
| 2011 | 3,471 | 682    | 27,090 |
| 2012 | 2,827 | 607    | 19,256 |
| 2013 | 1,361 | 310    | 5,628  |

## Зноски
1. ↑  https://www.whatcar.com/volvo/c30/coupe/used-review/n729
2. ↑  Як ми тестували Volvo C30 2016. automoto.ua. Архів оригіналу за 3 грудня 2016. Процитовано 2 грудня 2016.
3. ↑  Краш-тест Volvo C30 [Архівовано 25 липня 2021 у Wayback Machine.] (Euro NCAP 2009)
4. ↑  Welcome to VolvoCars-PR.com. Media.volvocars.com. Архів оригіналу за 9 жовтня 2011. Процитовано 23 червня 2011.
5. ↑  Volvo Cars of Canada Media Newsroom. volvocars.com. Архів оригіналу за 4 січня 2018. Процитовано 31 березня 2017.
6. ↑  Welcome to Volvo Cars Newsroom. Media.volvocars.com. 12 травня 2011. Архів оригіналу за 9 жовтня 2011. Процитовано 23 червня 2011.
7. ↑  Volvo Car Group Global Media Newsroom. volvocars.com. Архів оригіналу за 24 січня 2013. Процитовано 31 березня 2017.
8. ↑  Volvo Car Group Global Media Newsroom. volvocars.com. Архів оригіналу за 10 січня 2022. Процитовано 31 березня 2017.
9. ↑  About Volvo - Sales Volumes - Volvo Car Group Global Media Newsroom. volvocars.com. Архів оригіналу за 29 березня 2016. Процитовано 31 березня 2017.